# Karin Westin Tikkanen
Gun Karin Westin Tikkanen, född 15 maj 1979, är en svensk latinist och författare.

## Biografi
Westin Tikkanen disputerade i latin 2009 vid Uppsala universitet på en avhandling med en jämförande grammatik mellan latin och sabelliska språk(en). Hon har därefter bland annat gjort en nyöversättning av Hannibalkriget, bok 21–22, av den romerske historikern Titus Livius. Man får där följa den puniske fältherren Hannibal i en skildring av Kartagos och Roms hårda kamp om världsherraväldet.

### Författarskap
År 2019 gav hon ut Flykten genom Berlin. Boken skildrar flyktingsmugglingen genom den delade staden under de första åren efter murens tillkomst 1961. Fokus ligger på svenskar som var inblandade i verksamheten. Den beskrivs med stöd av tidigare ej publicerade dokument från den så kallade Girrman-gruppen ledd av Detlef Girrman, material från Stasiarkivet i Östberlin samt tidigare hemligstämplat material från svenska arkiv. I boken berättar Westin Tikkanen bland annat om alingsåsaren och lundastudenten Leif Persson, som var engagerad i flyktinghjälpen. Han blev den förste svensken att häktas i DDR för misstanke om flykthjälp, så kallad "Abwerbung".
År 2024 gav Westin Tikkanen ut Latin. Handbok i odödlighet. Boken är en genomgång av latinets roll i den västerländska kulturen. Boken blev nominerad till Stora fackbokspriset 2024.

### Redaktör
- Sporrong Elin, Tikkanen Karin Westin, red (2016). Kritiskt tänkande: i teori och praktik (1. uppl.). Lund: Studentlitteratur. Libris 19524660. ISBN 9789144113333
- Liedloff, Jean (2018). Karin Westin Tikkanen. red. Kontinuumkonceptet: sökandet efter den förlorade lyckan. Översättning: Synnöve Olsson (Nyutgåva). [Göteborg]: KVeru förlag. Libris 22687546. ISBN 9789163948718

### Översättning
- Livius (2021). Hannibalkriget: bok 21-22: Början av andra Puniska kriget. Översättning: Karin Westin Tikkanen. Stockholm: Appell förlag. Libris p2xlvgrrmgq5kl4x. ISBN 9789198548662